# 版纳獾蛛
版纳獾蛛（学名：Trochosa bannaensis）为狼蛛科獾蛛属的动物。在中国大陆，分布于云南等地。该物种的模式产地在云南。